# Кыдыралиев, Аброр Анварович
Аброр Анварович Кыдыралиев (род. 5 апреля 1992, Ленинское, Ошская область) — киргизский футболист, полузащитник клуба «Нефтчи».

## Карьера
Воспитанник клуба «Алдиер» из Куршаба. С 2011 года выступал за ошский «Алай», в его составе в 2013 году стал чемпионом Кыргызстана. В 2014 году вернулся в «Алдиер», который в этом сезоне выступал в высшем дивизионе, стал его капитаном, и по итогам сезона — лучшим бомбардиром клуба с 9 мячами. В начале 2015 года, когда «Алдиер» из-за финансовых проблем покинул высшую лигу, футболист вернулся в «Алай» и в его составе во второй раз выиграл чемпионский титул.
С конца 2013 года Кыдыралиев вызывается в сборную Кыргызстана. Дебютировал в национальной команде 13 апреля 2014 года в матче против Афганистана. Последнюю на данный момент игру провёл в мае 2014 года, всего на счету игрока 3 матча за сборную.

## Достижения
- Чемпион Кыргызстана (2): 2013, 2015.
- Обладатель Кубка Кыргызстана (1): 2013